# Benjamin Frommer
Benjamin Frommer, Ph. D., (* 1969) je americký historik, specializující se na dějiny střední a východní Evropy. Působí jako docent na katedře historie na Northwestern University v Evanstonu v Chicagu. V češtině vyšla jeho kniha Národní očista: retribuce v poválečném Československu.

## Dílo (výběr)
- National Cleansing: Retribution against Nazi Collaborators in Postwar Czechoslovakia (česky: Národní očista. Retribuce v poválečném Československu. Praha 2010. ISBN 978-80-200-1838-0.)
- The Ghetto without Walls: The Identification, Isolation, and Deportation of Bohemian and Moravian Jewry, 1938-1945